# Kodkod
A kodkod (Leopardus guigna) a macskafélék (Felidae) családjának az Amerikában honos fajai közül a legkisebb. Elsősorban Chile középső és déli részén, valamint Argentína környező területein él. Elterjedési területe kisebb, mint más dél-amerikai macskaféléké. 2002 óta a Természetvédelmi Világszövetség vöröslistáján a sebezhető kategóriában szerepel, mivel teljes populációja kevesebb, mint 10 ezer felnőtt egyed. Az üldöztetés, az élőhelyének és zsákmányának csökkenése fenyegeti létét.  

## Előfordulása
A déli Andok erősen kevert, mérsékelt övi esőerdői adnak otthont a fajnak, mint a chilei Valdivian és Araukária-erdők. A tengerszint feletti 1900 méteres magasságban érzi jól magát. Számos élettérhez képes alkalmazkodni, amelyek lehetnek másodlagos erdők, cserjések, elsődleges erdők, illetve települések és kultúrterületek peremei.

## Alfajok
- Leopardus guigna guigna
- Leopardus guigna tigrillo

## Megjelenése
Bundájának színe a barnássárgától a szürkésbarnáig terjed. Sötét foltjai, világos hasalja és gyűrűs farka van. Fülei feketék fehér folttal, a vállakon és a nyakon található sötét foltok szinte összeolvadnak és pontozott csíkot alkotnak. Elég gyakori a melanisztikus fekete színváltozat. A felnőtt állat testhossza 37-51 cm, farka 20-25 cm és testtömege 2-2,5 kg.

## Életmódja
A kodkod egyformán aktív nappal és éjjel, bár nyílt területre csak a sötétség leszállta után merészkedik. Napközben a sűrű növényzetű területen pihen szakadékokban, erős sodrású patakok mentén. Kiváló mászó, könnyedén megmászhatja az 1 méter átmérőjű fákat. Étrendjét madarak, gyíkok és rágcsálók teszik ki, az előbbiek közül vadászhat pampabíbicre, magellán-rigóra, vörösbegyű tapakúlóra, feketetorkú törökmadárra, továbbá házi lúdra és házi tyúkra.
A kandúrok területe igen nagy, amely 1,1-2,5 km2-es nagyságú, ezzel szemben a nőstényé lényegesen kisebb, csupán 0,5-0,7 km2.

## Szaporodása
A nőstény kodkod vemhességi ideje 72-78 napig tart. Az átlagos alomszám 1-3 kölyök. Várható élettartama kb. 11 év.

## Fordítás
- Ez a szócikk részben vagy egészben  a   Kodkod című angol Wikipédia-szócikk fordításán alapul.  Az eredeti cikk szerkesztőit annak laptörténete sorolja fel. Ez a jelzés csupán a megfogalmazás eredetét és a szerzői jogokat jelzi, nem szolgál a cikkben szereplő információk forrásmegjelöléseként.